# Sionismo religioso
El sionismo religioso es una ideología que defiende la idea de un Estado judío basándose de modo amplio en la religión. Ha sido encarnada históricamente por el partido Mizrachi.

## Orígenes

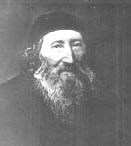
El Rabino Kalischer.

Para la mayor parte de los judíos ortodoxos del siglo XIX, el estado judío de la Antigüedad había sido destruido por voluntad de Dios y solo una acción directa de Dios, es decir, la llegada de su Mesías, podría restaurarlo.
Una corriente diferente en el aspecto teológico surge entre 1840 y 1870 por medio de dos rabinos:
- Yehuda Hay Alkalai (1798 - octubre de 1878) y su obra Goral la-Adon-i (El destino es del Señor), publicado en Viena, en 1857.

- Zvi Hirsch Kalischer (24 de marzo de 1795 - 16 de octubre de 1874) y su obra en dos volúmenes Emunah Yesharah (Fe recta) (publicada en 1843 y 1871).

Estos dos religiosos son los auténticos ideólogos fundadores del sionismo religioso.
En la obra de ambos hay dos aspectos. 
- Uno de ellos es laico: buscan el modo de mejorar la suerte de los judíos, construyendo un Estado para los judíos perseguidos. En ese sentido, va en la misma línea que otros intelectuales judíos de su tiempo, como Moses Hess. El rabino Zvi Hirsch Kalischer, especialmente, había propuesto a los judíos crear y afiliarse a asociaciones cuyo objetivo fuera la colonización de Palestina.

- El otro aspecto es más religioso. Para ellos, los derechos cívicos concedidos a los judíos en algunos países, como Francia, anuncian la llegada del tiempo de la redención. Pero ésta debe ser también una obra humana. Es un mandamiento para los judíos reunirse en Eretz Israel (la Tierra Santa).

Esta interpretación, que pone parte de la redención de los judíos en manos humanas provocó encendidas críticas en la mayor parte de los judíos ortodoxos de su época.

## Creación del partido Mizrachi
La primera asociación mundial mizraji (Mizrachi World Movement) se crea a principios de los años 1890, aunque el partido propiamente dicho no fue creado hasta 1902.
Mizrahi (o Mizraji) es el acrónimo de Merkaz Rujani ("centro religioso"). La palabra significa también "oriental". 
El partido se funda en Vilna (Imperio ruso, actualmente Lituania) en una conferencia mundial de sionistas religiosos, convocada por el rabino Yitzchak Yaacov Reines, que fue el creador y primer dirigente del partido. Mantuvo una línea de alianzas muy fuerte con otros movimientos sionistas, incluso con los marxistas del Poale Zion, y el Mizrahi formó parte de la Organización Sionista Mundial. Quería "rejudaizar" el sionismo (en el sentido religioso), pero también contribuir a la colonización judía de Palestina.
El movimiento tiene un peso bastante escaso en sus orígenes dentro del movimiento sionista mundial: en Palestina dominan los sionistas de izquierda y en la OSM, hasta 1931 dominarán los sionistas liberales (sionistas generales).
En 1922, debido a la influencia de las ideologías de izquierda dominantes en la época, se crea una rama "obrera" del Mizrahi, el HaPoel HaMizrahi (en hebreo: הפועל המזרחי, en idioma español: Trabajadores Religiosos), que pretende unir el sionismo, la práctica religiosa y una ideología de progreso social. El Hapoel Hamizrahi creará así los kibutz colectivistas y religiosos (6 en 2005).
En el transcurso de los años, las relaciones entre Hapoel Hamizrahi y Mizrahi variarán. Participarán conjuntamente en algunas elecciones, pero en otras se presentarán separadamente.
En 1956, Hapoel Hamizrahi y Mizrahi se fusionan y fundan el Partido Nacional Religioso, o Mafdal (según su acrónimo hebreo).

## Las alianzas
Globalmente, el Mizrahi siempre se ha aliado con las organizaciones dominantes en el sionismo desde su creación. Hasta 1933 los sionistas generales son los que dominan la OSM, aliados al Mizrahi. Después de 1933, el control mundial (y palestino) de la organización pasa a los laboristas, también aliados con el Mizrahi. Durante ese periodo, el Mizrahi aparece como un partido moderado, tanto en el plano nacionalista como en el religioso. 
En el plano nacionalista, ejerce más bien de moderador a lo largo de los años 1950, frente a un David Ben Gurion a veces demasiado partidario de la política de mano dura.
En el terreno religioso, el partido representa a los ortodoxos "modernos" en Israel, abiertos a la "modernidad". Los ultraortodoxos (haredíes), cuando votan, se expresan por medio del partido Agudat Israel.

## El rabino Kook
El rabino Abraham Isaac Kook, que había emigrado a Palestina en 1904, en 1921 pasó a ser el primer gran rabino asquenazí del "Hogar Nacional Judío" en la Palestina británica. Su aceptación de este cargo "sionista" por excelencia muestra su aceptación de los principios del sionismo religioso.
El movimiento World Agudath Israel fue fundado en 1912 en Katowice era hostil al sionismo. Pero tras la creación del Estado de Israel, la postura ante el sionismo varió debido en parte a determinados acontecimientos como la Shoá y la creación de Israel, aunque la labor desarrollada por el rabino Kook también fue de gran importancia.

## Las consecuencias de la guerra de 1967
En 1967, el Estado de Israel gana la Guerra de los Seis Días contra Egipto, Siria y Jordania, ante la incredulidad de muchos. El alivio experimentado y el entusiasmo son parejos al temor que había precedido la guerra. En este ambiente eufórico, el sionismo religioso empieza a evolucionar. Tanto en la izquierda como en la derecha, el conjunto del arco parlamentario consideraba que la totalidad de Palestina (Eretz Israel) era por derecho propiedad del pueblo judío.
Pronto, la izquierda sionista señaló que deseaba anexionarse los territorios palestinos sin (o con escasa) población árabe (el plan de Igal Alón en 1968, reivindicando el 30% de los territorios palestinos), pero que por razones de equilibrio demográfico, había que restituir las zonas habitadas, en el marco de un tratado de paz. La derecha laica (Herut) y su sucesor, el Likud, opinaban, en cambio, que todo debía conservarse, no solo porque ese fuera el derecho del pueblo judío, sino también por su seguridad.
Los sionistas religiosos tuvieron que definirse entre ambas opciones. En una primera época, el Partido Nacional Religioso (PNR) permaneció fiel a su tradicional alianza con los laboristas, y lo hizo hasta 1977. En la práctica, la dirección del partido aceptaba las posiciones laboristas.
Pero pronto apareció una facción, que fue llamada la de "los jóvenes", que interpretó las enseñanzas del rabino Kook en la línea de que la redención se acercaba, y que la victoria en la guerra de 1967 era un síntoma evidente de la voluntad de Dios. Para que dicha redención se pueda alcanzar y que el mesías llegue al mundo, es necesario que toda Tierra Santa, incluyendo los territorios palestinos, se judaíce. Los judíos debían instalarse en todas partes. A diferencia de la derecha laica, la facción de los jóvenes no solo consideraba que la conservación de toda tierra santa (Gran Israel) era un derecho, sino una obligación divina. En esa etapa, las divergencias con la derecha no son significativas. Habrá que esperar a principios de los años 2000 para que esa divergencia entre el concepto de gran Israel como interés o como obligación se aprecie.

## Organizaciones extraparlamentarias y escisiones
Minoritaria en el seno del partido, la facción de los jóvenes, muy marcada por la influencia del hijo del rabino Kook, empezó a organizarse fuera del partido. Por una parte, se trataba de presionar a este y por otra de poder actuar con libertad en el campo de la colonización.
Así, en 1974 se funda el Gush Emunim (bloque de la fe), con varias características:
- En el plano religioso, sus miembros o simpatizantes tienden a mantener una práctica más estricta que la de los demás ortodoxos "modernos". El número de hijos de familias nacionalistas religiosas que se instalan en las colonias es sustancialmente mayor que de otras familias ortodoxas "modernas".
- En el aspecto nacionalista, el Gush también es muy radical, y partidario de un Gran Israel sin concesiones, y por eso partidario de una alianza con el Likud contra la izquierda laborista.
- El Gush no participa en las elecciones: su meta es implantar colonias sionistas religiosas en todos los territorios ocupados, con o sin permiso del gobierno. Hasta 1974, las colonias instaladas por el gobierno laborista en las regiones que trataba de anexionarse lo eran en el marco de decisiones gubernamentales. A partir de 1974 y hasta hoy existirá una colonización "oficial", organizada por el gobierno, y una colonización "oficiosa" desarrollada por organizaciones sionistas religiosas (el Gush o sus herederos). Decenas de colonias ilegales (incluso según la ley israelí) se instalarán. Los siguientes gobiernos acabarán oficializándolas, cuando el número de pobladores alcanza niveles significativos.

En 1977, el trabajo de propaganda y de acción sobre el terreno da sus frutos: el PNR se alía con el Likud, y se pronuncia a favor del gran Israel. Algunas tendencias más moderadas siguen apareciendo, pero el PNR ha acabado convirtiéndose en el portavoz de los colonos (lo que es un exceso, ya que la mayor parte de los colonos no es religiosa). Algunos politólogos llegan a califcarlo de partido de extrema derecha, lo que rechazan. También se nota un endurecimiento de sus posturas religiosas. Sin embargo, el PNR es un partido que no está dirigido por un consejo de rabinos cooptados, contrariamente a los partidos religiosos no sionistas, como Agudat Israel. En el partido hay democracia interna, aunque el papel de los rabinos es muy importante.
Si el PNR fue el embrión del sionismo religioso, Gush Emunim fue el embrión del sionismo religioso extraparlamentario: florecieron pequeñas organizaciones y Yeshivoth (escuelas religiosas), muy militantes, a menudo más radicales que el partido, autónomas, y que desarrollaban las acciones sobre el terreno. En general se centraron en las colonias religiosas (pero todas las colonias no son religiosas) de los territorios palestinos ocupados ("liberados", para esa corriente), tras la guerra de 1967. Hay que destacar que esas organizaciones a menudo están dirigidas por rabinos.
Algunas de esas organizaciones se convirtieron en auténticas escisiones del PNR: no se contentaron con superarlo por medio de un militantismo sobre el terreno, derivaron en algunos partidos que se presentaron a las elecciones, con programas aún más radicales, y en general con poco éxito. La más conocida y la más radical de esas organizaciones es sin duda el Kach, del rabino Meir Kahane (ou Kahana), asesinado en 1990, y cuya organización fue prohibida por las autoridades israelíes por racismo. Había conseguido un escaño en la Knesset en los años 1980.

## La crisis electoral
Como se puede ver en el apartado de "resultados electorales" más abajo, el periodo posterior a 1977 está marcado por un claro descenso de los resultados electorales del Partido Nacional Religioso. Parecen intervenir dos fenómenos.
En primer lugar hay un lento, pero regular descenso del número de ortodoxos "modernos" (con práctica religiosa estricta, aunque inmersos en el mundo moderno) en Israel, y que son el vivero electoral del sionismo religioso. El público religioso (ultra-ortodoxo y ortodoxos "modernos") es bastante estable desde hace décadas, sobre un 20% de los judíos israelíes. Pero el equilibrio de fuerzas se decanta en favor de los haredíe, y éstos no votan (o votan poco) por partidos sionistas, sean o no religiosos.
Además, el comportamiento electoral de los ortodoxos "modernos" (a menudo marcados por la ideología "sionista religiosa") se fragmenta. Hasta 1977 votaban en su gran mayoría por el PNR, centrista y cajón de sastre de todas las tendencias sionistas religiosas.
Después de 1977 cambia la situación:
- El Likud se convierte en partido hegemónico entre la derecha nacionalista y entre los partidarios del gran Israel. Se ve pues aparecer una corriente sionista religiosa en el Likud que ahora capta a una parte de ese electorado.
- Aparecen grupos radicales al margen del partido. Los que se presentan a las elecciones consiguen un cierto eco, como Kach, Moledet,...
- Se observa una radicalización en lo religioso de algunos grupos ortodoxos "modernos", debido a la influencia de los haredíes. Una de las consecuencias de este fenómeno es que algunos electores sionistas religiosos llegan a veces a votar a partidos haredíes como Agudat Israel o Shass. Es una tendencia muy minoritaria, pero existe.
- Por último, algunos electores sionistas religiosos unidos durante mucho tiempo en coalición a la izquierda rechazaron el giro a la derecha del PNR. Pasaron pues a votar a pequeños partidos centristas cuando no a la izquierda.

Concluyendo, la crisis electoral del PNR no implica que el sionismo religioso esté retrocediendo, sino que ya no está representado por un único partido.
En las elecciones de marzo de 2006, el PNR dio otra vuelta de tuerca en su travesía hacia la derecha: se presentó en el seno de la coalición electoral "Unión Nacional", que agrupaba a los sionistas religiosos y a los laicos más a la derecha en el marco de la política israelí.

## Sionismo religioso y democracia
En oposición a los haredíes ultraortodoxos, que critican la democracia, los sionistas religiosos la aceptan por completo. Sin embargo se oberva entre esa corriente que los grupos más radicales han ido evolucionando.
Ante el crecimiento demográfico de la población árabe (los árabes han superado en número a los judíos en 2005 en Eretz Israel (Israel junto a los territorios palestinos), al menos según algunas estimaciones, algunos rabinos sionistas religiosos opinaron que el gran Israel no podía dar derecho a voto a los árabes: ante la disyuntiva entre un Estado judío y un Estado democrático debía darse prioridad al judaísmo. La solución de retirarse de las zonas árabes más pobladas (que incluso apoyó la derecha nacionalista a principios de los años 2000 aunque con grandes divergencias sobre la idoneidad de las fronteras marcadas) no es asumible, debido a que contraviene la voluntad de Dios.
El Kach fue incluso más lejos: al igual que los haredíes, su postura es que la democracia es un principio occidental que no afecta a los judíos y que es contraria a la Halajá (ley religiosa).

## La tentación de la violencia
La colonización es una obligación divina. Y la violencia contra los adversarios de Dios posible. La Biblia cuenta con partes en las que Dios ordena guerras, y ayuda a los judíos a ganarlas. La violencia puede pues ser usada, incluso contra los judíos, al menos en opinión de algunos rabinos de la línea sionista religiosa (aunque no es la opinión de la mayoría).
A principios de los años 1980, un pequeño grupo de sionistas religiosos cometió atentados contra árabes antes de ser desactivado. En 1994, Baruch Goldstein, un colono sionista religioso de Hebrón (una de las colonias más radicales) asesinó a 30 palestinos. En 1995, Yigal Amir, otro sionista religioso radical asesinó al primer ministro Isaac Rabin, culpándolo por haber firmado los acuerdos de Oslo con la OLP.
No obstante, la retirada de las colonias israelíes de la Franja de Gaza en 2005 se llevó a cabo de forma relativamente pacífica y sin que los sionistas religiosos usaran la violencia contra los soldados israelíes. Sin embargo, algunos rabinos (no necesariamente representativos) organizaron oraciones para pedir la muerte de los dirigentes israelíes que les hanían "traicionado".
Hoy en día (2007), el uso de la violencia sigue siendo condenado por la mayoría dentro de la corriente nacionalista religiosa. Pero la idea del posible desmantelamiento de las colonias israelíes en Cisjordania, hace que algunos radicales (de momento aún muy minoritarios) crean que la voluntad de Dios debe prevalecer sobre la de los hombres, sea cual sea el precio pagado.

## Resultados electorales
| Años       | 1951 | 1955 | 1959 | 1961 | 1965 | 1969 | 1973 | 1977 | 1981 | 1984 | 1988 | 1992 | 1996 | 1999 | 2003 | 2006 |
| porcentaje | 8.3% | 9.1% | 9.9% | 9.8% | 8.9% | 9.7% | 8.3% | 9.2% | 4.9% | 3.5% | 3.9% | 5%   | 8.1% | ?%   | 4.2% | (*)  |
| Escaños    | 10   | 11   | 12   | 12   | 11   | 12   | 10   | 12   | 6    | 4    | 5    | 6    | 9    | ?    | 6    | (*)  |
| ---------- | ---- | ---- | ---- | ---- | ---- | ---- | ---- | ---- | ---- | ---- | ---- | ---- | ---- | ---- | ---- | ---- |

Fuente: La Web de la Knesset.
En 1951: el 8,3% obtenido se reparte entre un 6,8% para Hapo'el Hamizrachi y un 1,5% para Mizrachi, que se presentaban por separado. Esto muestra que la actual orientación derechista no siempre fue la hegemónica.
A partir de 1977 (acceso al poder del Likud), se ve un descenso electoral: parte del electorado pasa al Likud, a la extrema derecha, ver a la izquierda.
(*) En 2006, el partido se presentó en coalición en "Unión Nacional", junto a la extrema derecha. La lista consiguió un 7,1% de los votos y 9 escaños.

## Síntesis
La corriente sionista religiosa es una de las familias fundadoras del sionismo. Es una corriente que siempre ha sido minoritaria, ya que nunca ha superado el 10% en las elecciones generales.
En sus orígenes era muy moderada y representaba a las clases medias conservadoras y religiosas Askenazíes, pero después de la Guerra de 1967, y sobre todo después de 1977, evoluciona hacia un ultranacionalismo religioso que ahora provoca el rechazo de muchos israelíes, pero en cambio entusiasma a otros. Su activismo en las colonias israelíes forzó a que se retrocediera en determinadas posiciones.
A la vez que se ha ido radicalizando, también se ha fragmentado. Junto al PNR (partido de derecha nacionalista aunque legalista), existen ahora muchos grupos, Yeshivoth o rabinos, de entre los cuales algunos son especialmente radicales (aunque minoritarios).
Para las elecciones de marzo de 2006, el PNR se presentó dentro de la coalición electoral "Unión Nacional", que reunía a los sionistas religiosos y a los laicos más a la derecha en el arco político de Israel.